# Meggyespele megállóhely
Meggyespele megállóhely egy Jász-Nagykun-Szolnok vármegyei vasúti megállóhely Jászberény városának déli külterületén (több kilométerre a város központjától), a MÁV üzemeltetésében. Közúton Jászberény és Jászboldogháza felől is a 3125-ös úton érhető el, annak vasúti keresztezése mellett jött létre.

## Vasútvonalak
A megállóhelyet az alábbi vasútvonalak érintik:
- Hatvan–Újszász-vasútvonal

## Kapcsolódó állomások
A megállóhelyhez az alábbi állomások vannak a legközelebb:
- Jászberény vasútállomás (Hatvan–Újszász-vasútvonal)
- Portelek vasútállomás (Hatvan–Újszász-vasútvonal)

## Forgalom
| Járat | Útvonal | Gyakoriság |
| ----- | --- | ---------- |
| S820  | Hatvan – Jászfényszaru – Pusztamonostor – Jászberény – Meggyespele – Portelek – Jászboldogháza-Jánoshida – Újszász – Zagyvarékas – Szolnok | 2 óránként |